# Wilhelm von Reiser

Wilhelm von Reiser, der vierte Bischof von Rottenburg

Wilhelm Reiser, ab 1881 von Reiser (* 13. Mai 1835 in Egesheim; † 11. Mai 1898 in Ellwangen), war ein katholischer Theologe, Priester und Bischof von Rottenburg.

## Leben und Werk

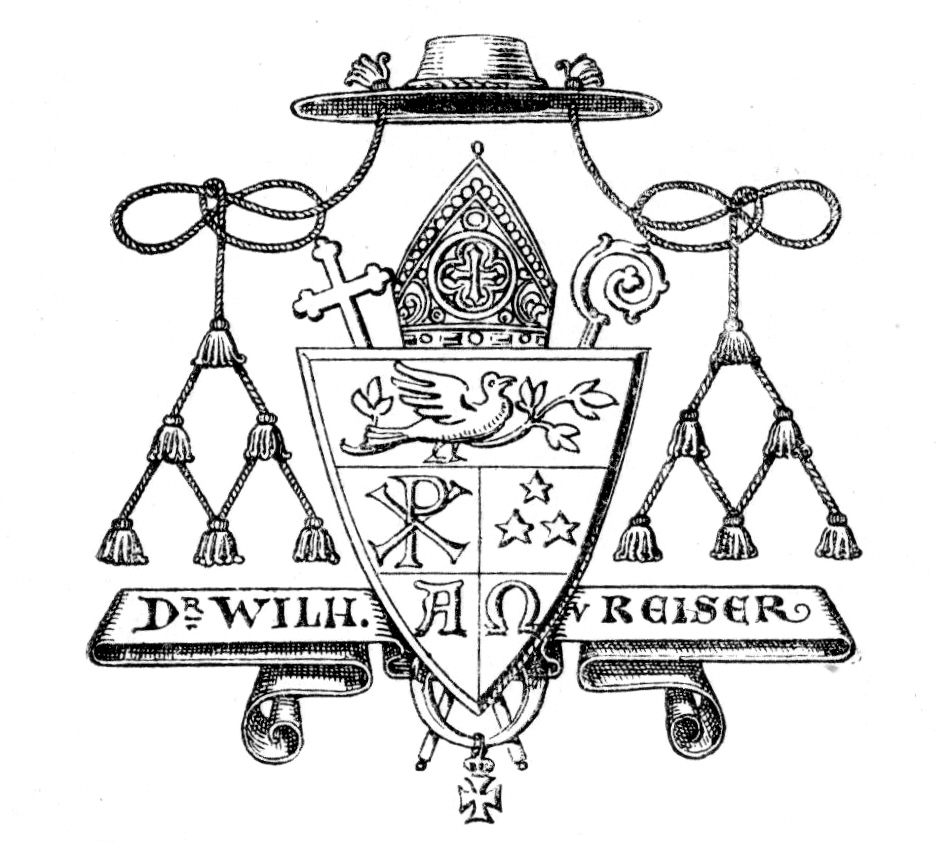
Bischofswappen aus der Zeit als Weihbischof

Wilhelm Reiser wurde als Sohn des Schultheißen und Webers Leonhard Reiser in Egesheim in Württemberg geboren. Nach dem Studium der Philosophie und Theologie an der Universität Tübingen wurde er 1859 zum Priester geweiht. Von 1870 bis 1879 war er Direktor des Wilhelmsstiftes. Nach verschiedenen beruflichen Stationen erfolgte 1879 die Ernennung zum Domkapitular in Rottenburg am Neckar. Zwischen 1880 und 1882 sowie 1883 bis 1886 war er als Vertreter des Domkapitels auch Abgeordneter in der Zweiten Kammer der Landstände in Stuttgart. Am 31. August 1886 wurde er von Papst Leo XIII. zum Titularbischof von Enos und Weihbischof in Rottenburg mit dem Recht zur Nachfolge ernannt. Nach dem Tod des Bischofs Karl Joseph von Hefele trat Reiser am 11. Juli 1893 als vierter Bischof von Rottenburg die Nachfolge an. Das mit dem Bischofsamt verbundene Mandat in der Zweiten Kammer des Landtags ließ er stets ruhen.
Von Zeitzeugen wurde Bischof Reiser als liebenswürdig, leutselig, bescheiden und selbstlos beschrieben. Er zeichnete sich durch rastlosen Eifer und Einsatz aus. Das Episkopat Reisers stand unter dem Zeichen der Industrialisierung. Die grundlegenden Leitlinien hatte Papst Leo XIII. in seiner Sozialenzyklika „Rerum Novarum“ als Appell zum Handeln dargelegt. Die Umsetzung oblag den Bischöfen. Bischof Reiser förderte mit Solidarität und Einsatzbereitschaft die Gründung von katholischen Arbeitervereinen.
Durch die Industrialisierung in Württemberg kam es zu einer Veränderung der konfessionellen Gebiete und Grenzen, insbesondere im mittleren Neckarraum und in den größeren Städten. Reiser galt als „Apostel der Diaspora“ und sorgte sich insbesondere in diesen Gebieten um die Seelsorgearbeit und den Bau von Kirchen.
Seine letzte Ruhestätte fand er in der Bischofsgruft der Friedhofskirche Sülchen. Von Reiser war Mitglied der Theologengesellschaft Herzynia Tübingen und Ehrenmitglied der katholischen Studentenverbindung KStV Alamannia Tübingen im KV.

## Ehrungen
- 1881 Ritterkreuz 1. Klasse des Ordens der württembergischen Krone[3], welches mit dem persönlichen Adelstitel verbunden war
- 1893 Kommenturkreuz des Ordens der württembergischen Krone[4]